# 日下部教会

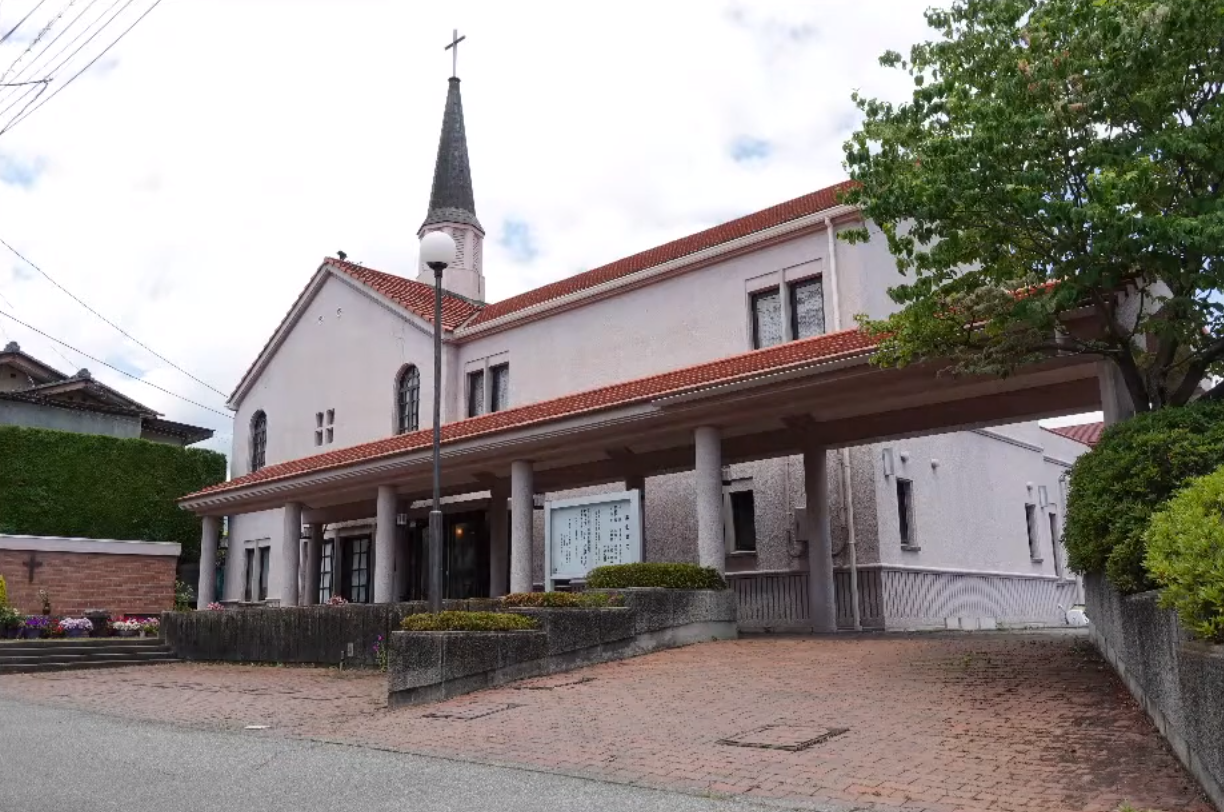
日下部教会

日下部教会（くさかべきょうかい）は、山梨県山梨市にある日本基督教団の教会である。
1878年（明治11年）にカナダ・メソジスト教会宣教師のチャールズ・イビーの山梨県伝道が始められる。1887年（明治20年）に福音士（伝道師）の結城無二三が派遣される。七里村、日下部村、八幡村に講義所を設けて伝道をする。
1889年（明治22年）、日本メソジスト教会は山梨部を3つの地区に分割し、日下部講義所は東部区に編入された。
1896年（明治29年）に会堂を建設する。1899年（明治32年）に教会を設立する。1901年（明治34年）に二十世紀大挙伝道により教勢が伸びる。1911年（明治44年）7月に教会財政の完全自給を達成する。

## 日下部教会ホームページ
https://kusakabe-church.org

座標: 北緯35度41分20.3秒 東経138度41分8.7秒 / 北緯35.688972度 東経138.685750度